# Xian de Longli
Le xian de Longli (龙里县 ; pinyin : Lónglǐ Xiàn) est un district administratif de la province du Guizhou en Chine. Il est placé sous la juridiction de la préfecture autonome buyei et miao de Qiannan.

## Démographie
La population du district était de 188 698 habitants en 1999.